# M72 (astronomia)
M 72 (conosciuto anche come NGC 6981) è un ammasso globulare visibile nella costellazione dell'Aquario.

## Osservazione

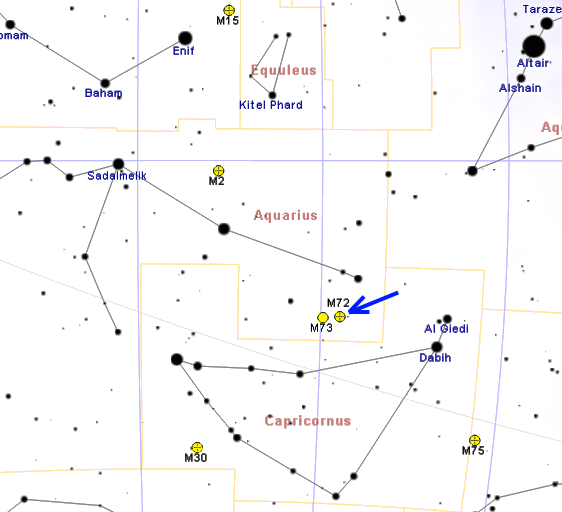
Mappa per individuare M72.

Si trova nell'estremità occidentale della costellazione, 1.5° ad ovest di un altro oggetto Messier (tra i più insignificanti), M73, e circa 3° ad ovest-sudovest da NGC 7009, la "Nebulosa Saturno"; si individua con un binocolo 10x50 in nottate limpide e con l'oggetto moderatamente alto sull'orizzonte, ma essendo uno degli ammassi globulari più difficili da risolvere in stelle, permane di aspetto nebuloso. Un telescopio di piccola potenza non migliora la sua osservazione; le prime stelle iniziano a mostrarsi solo in un telescopio da 250mm di apertura e con forti ingrandimenti.
M72 può essere osservato con discreta facilità da tutte le aree popolate della Terra, grazie al fatto che è situata a una declinazione non eccessivamente australe: soltanto in alcune aree del Nord Europa e del Canada, oltre il circolo polare artico, la sua visibilità può risultare difficoltosa, mentre nell'Europa centrale appare già discretamente alto; dall'emisfero sud l'ammasso è ben visibile alto nelle notti dell'inverno australe e nella sua fascia tropicale può vedersi perfettamente allo zenit. Il periodo migliore per la sua osservazione nel cielo serale è quello compreso fra luglio e novembre.

## Storia delle osservazioni
M72 fu scoperto da Pierre Méchain il 29 agosto 1780; Charles Messier lo osservò il 4 e 5 ottobre dello stesso anno, includendola nel suo catalogo. Entrambi erano dell'idea che si trattasse di una nebulosa poco visibile. Il primo a sciogliere l'ammasso in stelle fu William Herschel, descrivendolo come un ammasso di stelle tondo ma le cui debolissime stelle alla periferia deviano da questa forma tonda.

## Caratteristiche
La M72 si trova a circa 53.000 anni luce dalla Terra, alla quale si avvicina a una velocità di circa 255 km/s, è uno degli oggetti del catalogo di Messier più lontani dal centro galattico. Il suo diametro sarebbe di circa 90 anni luce.
È considerato come uno degli ammassi più giovani, data la presenza di giganti blu e stelle variabili, del tipo RR Lyrae.

### Libri
- (EN) Stephen James O'Meara, Deep Sky Companions: The Messier Objects, Cambridge University Press, 1998, ISBN 0-521-55332-6.

### Carte celesti
- Toshimi Taki, Taki's 8.5 Magnitude Star Atlas, su geocities.jp, 2005. URL consultato il 7 novembre 2010 (archiviato dall'url originale il 5 novembre 2018). - Atlante celeste liberamente scaricabile in formato PDF.
- Tirion, Rappaport, Lovi, Uranometria 2000.0 - Volume II - The Southern Hemisphere to +6°, Richmond, Virginia, USA, Willmann-Bell, inc., 1987, ISBN 0-943396-15-8.
- Tirion, Sinnott, Sky Atlas 2000.0 - Second Edition, Cambridge, USA, Cambridge University Press, 1998, ISBN 0-933346-90-5.
- Tirion, The Cambridge Star Atlas 2000.0, 3ª ed., Cambridge, USA, Cambridge University Press, 2001, ISBN 0-521-80084-6.